# Frame (Hilbertraum)
Ein Frame ist ein Objekt aus dem mathematischen Teilgebiet der Funktionalanalysis, insbesondere aus dem Bereich der Hilbertraumtheorie. Es handelt sich um ein besonderes Erzeugendensystem eines Hilbertraumes.

## Definition
Es sei {\displaystyle H} ein separabler Hilbertraum
mit Skalarprodukt {\displaystyle \langle \cdot ,\cdot \rangle } und davon induzierter Norm {\displaystyle \|\cdot \|={\sqrt {\langle \cdot ,\cdot \rangle }}.}
Eine Familie {\displaystyle \left\{f_{j}\right\}_{j\in \mathbb {Z} }\subset H} heißt Frame von {\displaystyle H},
wenn es {\displaystyle 0<m\leq M} gibt, so dass für alle {\displaystyle f\in H} die Ungleichung
{\displaystyle m\left|\left|f\right|\right|^{2}\leq \sum _{j\in \mathbb {Z} }\left|\langle f,f_{j}\rangle \right|^{2}\leq M\left|\left|f\right|\right|^{2}}
gilt. Dies bedeutet, dass die {\displaystyle \ell ^{2}}-Norm der Folge der Fourierkoeffizienten {\displaystyle (\langle f,f_{j}\rangle )_{j\in \mathbb {Z} }} in direktem Zusammenhang mit der Norm der Funktion {\displaystyle f} steht.
Kann darin {\displaystyle m=M} gewählt werden, dann bezeichnet man den Frame als straff oder tight.
Ist obige Ungleichung speziell für {\displaystyle m=M=1} erfüllt, so nennt man den Frame auch Parsevalframe.
In diesem Fall gilt für alle {\displaystyle f\in H} die parsevalsche Gleichung
{\displaystyle \left|\left|f\right|\right|^{2}=\sum _{j\in \mathbb {Z} }\left|\langle f,f_{j}\rangle \right|^{2}}.

## Beispiel
- Die Vektoren {\displaystyle (1/2,1/2),\,(1/2,i/2),\,(1/2,-1/2),\,(1/2,-i/2)} sind ein straffer Frame für den {\displaystyle \mathbb {C} ^{2}.}

## Eigenschaften
- Jedes Frame {\displaystyle \left\{f_{j}\right\}_{j\in \mathbb {Z} }} ist ein Erzeugendensystem von {\displaystyle H} im folgenden (topologischen) Sinne: Es gilt {\displaystyle {\overline {\operatorname {span} \{f_{j}\}}}=H}.
- Jede Orthonormalbasis ist ein Parsevalframe.
- Insbesondere Parsevalframes verhalten sich ähnlich gutartig wie Orthonormalbasen, da für diese die Entwicklung {\displaystyle \textstyle f=\sum _{j\in \mathbb {Z} }\langle f,f_{j}\rangle f_{j}} gilt. Im Unterschied zu Orthonormalbasen ist diese Zerlegung jedoch nicht eindeutig, das heißt, es kann auch andere Koeffizienten {\displaystyle \{c_{j}\}_{j\in \mathbb {Z} }} geben mit {\displaystyle \textstyle f=\sum _{j\in \mathbb {Z} }c_{j}f_{j}\,.}